# QujOchÖ
qujOchÖ ist eine 2001 in Linz gegründete Künstlergruppe, die an den Schnittstellen von Kunst, Wissenschaft und Gesellschaft agiert. Die künstlerischen Arbeiten haben zumeist einen stark experimentellen und interdisziplinären Charakter. 
Mitglieder der Gruppe sind Anna Sophie Adelt, Isabella Auer, Davide Bevilacqua, Costanza Brandizzi, Jakob Dietrich, Eva Maria Dreisiebner, Marlies Hajnal, Verena Henetmayr, Luzi Katamay, Julia Nüßlein, Sun Obwegeser, Maria Orciuoli, Thomas Philipp, Andreas Reichl, Edin Turalic und Andre Zogholy.

## Arbeiten (Auswahl)
- LINZ FMR – Kunst in digitalen Kontexten und öffentlichen Räumen. LINZ FMR, Linz 2019–2023.[2][3]
- Bricklebrit @ Wunderkammer Oberösterreich: El Dorado (ob der Enns). Offenes Kulturhaus Oberösterreich 2019/20.[4]
- Mythos von Theuth. Ars Electronica, Linz, South by Southwest, Austin, Bains Numériques, Enghien-les-Bains/Paris, York Mediale, York, u. a. 2017–2023.[5][6]
- Paul is dead. Linz 2017.[7]
- Skandalmaschine. Offenes Kulturhaus Oberösterreich, Linz 2016.[8]
- Goodbye Wittgenstein. Birmingham Open Media, Stryx Gallery, Birmingham 2016. Atelierhaus Salzamt, Linz 2017.[9][10][11][12]
- H:UMMMM. Wellnesoase Hummelhof, Linz 2016[13][14]
- Friendship Book. Ars Electronica||, Linz 2015[15]
- Miss Magnetiq Crossing Europe, Linz 2015–2018[16][17]
- Imperium qujOchÖum. Linz 2012/13.[18]
- Summerhit Research Lab. Linz 2012/13.[19]
- baumarktmusik. Linz 2011.[20][21][22]
- The Swamp Thing. Linz 2011.[23][24]
- Triviale LINZ 1.0. Linz 2011.[25]
- Die merkwürdige Insel: Ein dromologisches Ballett mit fünf Tuning-Cars. Linz 2011.[26]
- Stuttgart intim: Vier Hochzeiten und ein Todesfall. Stuttgart 2011.[27][28]
- Das große Manöver. Steirischer Herbst, Graz 2010.[29][30][31][32][33][34]
- Transition Exclusive. Linz 2010.[35]
- Mythos Hofer. Innsbruck 2009.[36][37][38]
- Dobuschido - Der Film. Crossing Europe, Linz 2009.[39][40][41]
- Strata Series: One/Two/Three. Crossing Europe, Linz 2009.[42]
- Leben im Strafraum. Einzelausstellung, Lentos Kunstmuseum Linz, Linz 2008. Begleitkatalog: Zogholy, Andre (Hrsg.), Leben im Strafraum, Linz 2008, ISBN 978-3-902223-25-8.[43]
- We Feed the Idiots. Linz 2007.[44]
- Die Biedermeier AG - IKEA® als globale Sehnsuchtskonstruktion. Linz 2007.[45][46]
- Mir schweigen für Kanzler. Linz 2006.[47]
- Hybrid Transmission. Ars Electronica, Linz 2005.[48]
- deuce. tennis_platz_experiment. Linz 2003.[49]
- Saunaordnung. Experimentelle Fluchtlinie., gemeinsam mit Urs Jaeggi u. a., Linz 2002.